# بمب‌گذاری آوریل ۲۰۱۰ کادونا
بمب‌گذاری آوریل ۲۰۱۰ کادونا (انگلیسی: April 2012 Kaduna bombings) یک خودروی انتحاری بود که در روز ۸ آوریل ۲۰۱۲ بر اثر انفجار در کنار کلیسا در مراسم عید پاک مسیحیان در شهر کادونا - نیجریه ۳۸ نفر را کشت. گروه اسلام‌گرای افراطی بوکوحرام که به تنهایی برای صدها کشتار در سال ۲۰۱۲ سرزنش شده مظنون به انجام این عملیات انتحاری است.